# Itxassou
Itxassou település Franciaországban, Pyrénées-Atlantiques megyében. Lakosainak száma 2204 fő (2022. január 1.). Itxassou Bidarray, Cambo-les-Bains, Espelette, Larressore, Louhossoa, Baztan és Ainhoa községekkel határos.

## Népesség
A település népességének változása:
| Lakosok száma | 2026 | 2026 | 2161 | 2133 | 2184 | 2168 | 2163 | 2164 | 2204 |
|               | 2013 | 2015 | 2016 | 2017 | 2018 | 2019 | 2020 | 2021 | 2022 |